# Daniele Manin (cacciatorpediniere)
Il Daniele Manin è stato un cacciatorpediniere della Regia Marina.

## Storia
Nel 1930 fu protagonista di una collisione con il gemello Battisti.
Nel 1931 fu investito dalla motonave Egitto; le riparazioni dei gravi danni poterono essere terminate solo nel 1934. Durante i lavori di riparazione, nel 1933, subì anche delle modifiche che comportarono l'imbarco di una centrale di tiro.
Nel 1935, in previsione del suo trasferimento in Mar Rosso, fu sottoposto ad ulteriori lavori per climatizzarne i locali: in seguito a tali lavori la velocità scese da 35 a 31,7 nodi, e l'autonomia alla velocità di 14 nodi da 2600 a 2000 miglia.
Fu quindi dislocato in Mar Rosso nel 1935.
Partecipò alla guerra di Spagna.
All'entrata dell'Italia nella seconda guerra mondiale, era ancora in Mar Rosso: faceva parte della III Squadriglia Cacciatorpediniere con base a Massaua, insieme ai gemelli Sauro, Battisti e Nullo.
Il 28 giugno, di mattina, recuperò – presso il faro di Shab Shak – parte dell'equipaggio del sommergibile Perla, che si era incagliato in seguito ad esalazioni di cloruro di metile che avevano intossicato gran parte dell'equipaggio e che era stato danneggiato da un cacciatorpediniere britannico.
Operò in missioni di intercettazione dei convoglio inglesi in transito nel Mar Rosso e compì circa dieci missioni di questo tipo, senza ottenere risultati.
Nella notte tra il 30 ed il 31 agosto fu in mare insieme al Battisti, ma non trovò niente.
Il 19 settembre lasciò Massaua insieme a Battisti, Leone e Pantera per attaccare il convoglio «BN 5» (23 mercantili scortati dall'incrociatore leggero HMNZS Leander e dagli sloop Auckland, Yarra e Parramatta), ma rientrò in porto il 21, senza averlo individuato.
Il 21 ottobre 1940, nel corso di un'altra missione di intercettazione del traffico nemico, attaccò, alle 2.19 di notte, insieme ai gemelli Nullo, Battisti e Manin ed ai più grossi cacciatorpediniere Leone e Pantera, il convoglio britannico «BN 7», composto da 32 mercantili con la scorta dell'incrociatore leggero HMNZS Leander, del cacciatorpediniere HMS Kimberley e degli sloops Yarra (australiano), Auckland (britannico) e Indus (indiano). Il combattimento divenne sfavorevole alle navi italiane, che dovettero rinunciare all'attacco e ripiegare coprendosi la ritirata con una cortina fumogena, mentre il Nullo, rimasto isolato e rallentato da un'avaria al timone, fu affondato dopo un violento scontro con il Kimberley.
Il 3 dicembre fu inviato – assieme a Tigre, Leone e Sauro ed al sommergibile Ferraris – alla ricerca di un convoglio, che non venne però individuato.
Si fece poi evidente l'ormai imminente caduta dell'Africa Orientale Italiana. In vista della resa di Massaua, fu organizzato un piano di evacuazione delle unità dotate di grande autonomia (mandate in Francia od in Giappone) e di distruzione delle restanti navi. I 6 cacciatorpediniere che formavano le squadriglie III (Battisti, Sauro, Manin) e V (Tigre, Leone, Pantera) non avevano autonomia sufficiente a raggiungere un porto amico, quindi si decise il loro impiego in una missione suicida: un attacco con obiettivi Suez (Tigre, Leone, Pantera) e Port Sudan (Sauro, Manin, Battisti). Se non fossero state in grado di proseguire, le unità non sarebbero rientrate a Massaua (dove peraltro non avrebbero avuto altra sorte che la cattura o l'autoaffondamento, in quanto la piazzaforte cadde l'8 aprile 1941), ma si sarebbero invece autoaffondate.
La V Squadriglia partì per la sua missione il 31 marzo, ma questo primo tentativo abortì quasi subito perché il Leone andò ad incagliarsi e, sviluppatosi un incendio indomabile a prua, dovette essere autoaffondato. La missione fu quindi riorganizzata perché era venuta a mancare una prevista azione diversiva della Luftwaffe contro Suez: tutte le unità avrebbero attaccato Port Sudan.
Il 2 aprile 1941, alle due del pomeriggio, i cinque cacciatorpediniere lasciarono definitivamente Massaua. Il Battisti dovette autoaffondarsi per un'avaria ai motori, mentre il resto della formazione proseguì sebbene avvistato da ricognitori: all'alba del 3 aprile, giunte ad appena una trentina di miglia da Port Sudan, dopo una navigazione di 270 miglia, le quattro navi furono massicciamente attaccate da circa 70 bombardieri Bristol Blenheim ed aerosiluranti Fairey Swordfish che arrivarono ad ondate. Rotta la formazione, i cacciatorpediniere proseguirono navigando a zig zag ed aprendo il fuoco con le armi contraeree, ma intorno alle 7.30 gli aerei iniziarono a prendere di mira il Sauro ed il Manin, più piccoli e vulnerabili, danneggiandoli (Tigre e Pantera ripiegarono e, attaccati anche da navi, si autoaffondarono al largo delle coste arabe). Il Sauro fu affondato alle 9 del mattino, mentre il Manin (al comando del capitano di fregata Araldo Fadin), riuscì, manovrando ad alta velocità e difendendosi strenuamente con le proprie mitragliere (furono anche colpiti due degli aerei attaccanti, sebbene lo scarso calibro dei proiettili – 13,2 mm – impedisse di abbatterli), riuscì a resistere per altre due ore, ormai solo.
Centrato da due bombe da 224 kg, il Manin rimase immobilizzato ed ormai del tutto alla mercé degli attacchi aerei; vennero attivate le cariche esplosive per l'autoaffondamento e furono messe a mare due imbarcazioni, su una delle quali, la lancia IA 463, progettata per 25 occupanti, salì un numero doppio di uomini, mentre sull'altra imbarcazione presero posto il comandante Fadin, gravemente ferito da una scheggia, ed una sessantina di superstiti. Sorse però il dubbio, dato che la nave non affondava (era intanto mitragliata dagli aerei), che le cariche non avessero fatto effetto; per accertarsi del loro funzionamento, tornarono a bordo il comandante in seconda, tenente di vascello Armando Crisciani, il direttore di macchina, capitano del Genio Navale Rodolfo Batagelj, ed il sottocapo silurista Ulderico Sacchetto. A quel punto – era mezzogiorno – il Manin si capovolse ed affondò spezzato in due, in posizione 20°20' N e 30°10' E: con la nave scomparvero Crisciani, Batageli e Sacchetto ed alla loro memoria furono conferite altrettante Medaglie d’oro al valor militare.
La lancia IA 463 riuscì ad approdare, dopo una navigazione di vari giorni al comando del sottotenente di vascello Fabio Gnetti, sulle coste dell'Arabia Saudita ove i naufraghi furono internati. L'imbarcazione del comandante Fadin fu invece soccorsa, dopo diversi giorni, da uno sloop inglese; tra gli uomini che scomparvero vi fu anche il bulucbasci Ibrahim Farag Mohammed, che, rimasto aggrappato al bordo della scialuppa per un'intera notte dopo aver lasciato il proprio posto ad un marinaio ferito, dopo aver perso le forze salutò un'ultima volta il comandante Fadin prima di scomparire nell'oscurità della notte. Anche alla sua memoria fu conferita la Medaglia d'oro al valor militare (fu uno dei due soli àscari delle forze armate italiane a ricevere tale decorazione).